# Poichichade
La Poichichade, también conocida como céserade (de ceze, "garbanzo" en occitano) es un puré de garbanzos originario del sur de Francia. Esta especialidad culinaria, similar al hummus pero sin tahini en su composición, está extendida por todo el sur de Francia. Su popularidad se debe en gran parte a la cultura ancestral del garbanzo, presente desde la Edad Media e incluso dese la Antigüedad en algunas áreas.
La tradición de la poichichade está arraigada en el sur de Francia, donde el consumo de garbanzos está particularmente asociado al domingo de Ramos. En estas tierras, el garbanzo desempeña un papel central en las comidas festivas y tiene un profundo significado cultural.